# Хецзін (повіт)
42°19′01″ пн. ш. 86°23′03″ сх. д. / 42.31697° пн. ш. 86.38411° сх. д.
Хецзін (уйг. خېجىڭ ناھىيىسى / Xéjing Nahiyisi, кит. 和静县, пін. Héjìng Xiàn) — повіт Баянгол-Монгольської автономної префектури у Сіньцзян-Уйгурському автономному районі Китаю.
Хецзін на півночі має кордон з міським округом Урумчі довжиною 190 км, а на півдні межує з міським повітом Корла, з яким має 80 км спільного кордону.  Тут мешкають 29 різних етнічних груп, насамперед монголи (торгути), китайці, уйгури та хуей.
Адміністративний центр повіту — містечко Хецзін.

## Географія
Лежить на висоті близько 1115 метрів над рівнем моря, переважно у гірській системі Тянь-Шань на північному заході префектури. Територію повіту пронизують хребти Сармін-Ула (Ербеншань), Хорошань та ін.

### Клімат
Повіт знаходиться у зоні, котра характеризується кліматом пустель помірного поясу. Середньорічна температура повітря становить 8,7 ℃. За рік у повіті випадає 51 мм опадів.